# Diewlezierkino
Diewlezierkino (ros. Девлезеркино) – wieś (sieło) w Rosji, w obwodzie samarskim, w rejonie czełno-wierszyńskim. W 2021 liczyła 656 mieszkańców, głównie Czuwaszy.